# Rhaphidophora peepla
Rhaphidophora peepla — вид квіткових рослин із родини Araceae, роду Rhaphidophora. Це ліана, рідним ареалом якої є Індія, Бангладеш, Камбоджа, Південно-Центральний Китай, Лаос, М'янма, Непал, Таїланд, В'єтнам.

## Екологія
Населяє вічнозелені ліси, долинні ліси, на деревах або на кам'яних стінах.

## Опис
Ліана, до 15 метрів, помірно міцна. Стебло блідо-зелене, округле в перерізі, 8–12 мм в діаметрі, вкорінене, міжвузля 2–5 см. Листки, як правило, скупчуються на кінчиках пагонів; листкові ніжки світло-зелені, 10–20 см, неглибоко жолобуваті; листкова пластинка довгаста, еліптично-довгаста або яйцеподібно-довгасто-довгасто-ланцетної, 8–25 × 4–11 см, край цільний, верхівка різко загострена або загострена. Суцвіття поодинокі, кінцеві на бічних вільних гілках. Початкові обгортки тьмяно-помаранчева зовні, тьмяно-жовта до тьмяно-помаранчевої всередині, еліптично-довгаста або довгаста за контуром, 7–9 см. Початок сидячий, охристий, блідо-білий або фіолетовий [або жовтувато-білий або жовтий], циліндричний, 5.5–8 см, 1–1.2 см в діаметрі. Плоди спочатку зелені, пізніше стають тьмяно-помаранчевими, широко-циліндричні, 10–13 × ≈ 3 см.